# Carlos Fernando de Artois
Carlos Fernando de Artois, duque de Berry (Versalles, 24 de enero de 1778-París, 14 de febrero de 1820), fue un príncipe real de Francia.

## Biografía
Carlos Fernando de Artois era el segundo hijo varón de Carlos X de Francia y su esposa María Teresa de Saboya. Era descendiente, por parte de padre, de Luis XIV de Francia  y por parte de madre de Felipe V de España, que a su vez era nieto de Luis XIV. Durante la Revolución francesa debió abandonar su país junto a su padre, en ese entonces conde de Artois. 
Sirvió en el ejército de Condé entre 1792 y 1797 y luego en el ejército ruso en contra de Napoleón. La derrota de este y la ascensión de su tío como Luis XVIII de Francia le transformó en general en jefe del ejército francés. Debido a que su hermano mayor, el duque de Angulema y su esposa Madame Royale no tenían hijos, el duque de Berry estaba considerado como heredero al trono de Francia.

## Matrimonio y descendencia
En 1812 es propuesto su matrimonio con la gran duquesa Ana Pávlovna de Rusia, tras la abdicación de Napoleón Bonaparte a manos del hermano de ésta, el zar Alejandro I de Rusia, la cual se planteaba como una muy buena unión, dado que Carlos Fernando era sobrino del rey Luis XVIII, quien en este momento recibe la corona de Francia.
En 1816 se casó con la princesa María Carolina de Borbón-Dos Sicilias la que le dio cuatro hijos:
- Luisa Isabel de Francia (1817-1817).
- Luis de Francia (1818-1818).
- Luisa de Francia (1819-1864), esposa del duque de Parma.
- Enrique de Francia, Conde de Chambord (1820-1883), duque de Burdeos, hijo póstumo.

El duque de Berry tuvo una numerosa descendencia fuera del matrimonio. Antes de su vuelta del exilio tuvo dos hijas con la dama inglesa Amy Brown:
- Carlota María Agustina (1808-1886), después titulada condesa de Issoudun, casada con descendencia.
- Luisa Carlota María (1809-1891), después titulada condesa de Vierzon, casada con descendencia.

Con Virginia Oreille, tuvo igualmente dos hijos.
- Carlos Luis Augusto Oreille de Carrière (1815-1858), casado con descendencia.
- Fernando Oreille de Carrière  (1820-1876), casado con descendencia.

Por último, con María Sofía de la Roche (1795-1883), otros dos hijos:

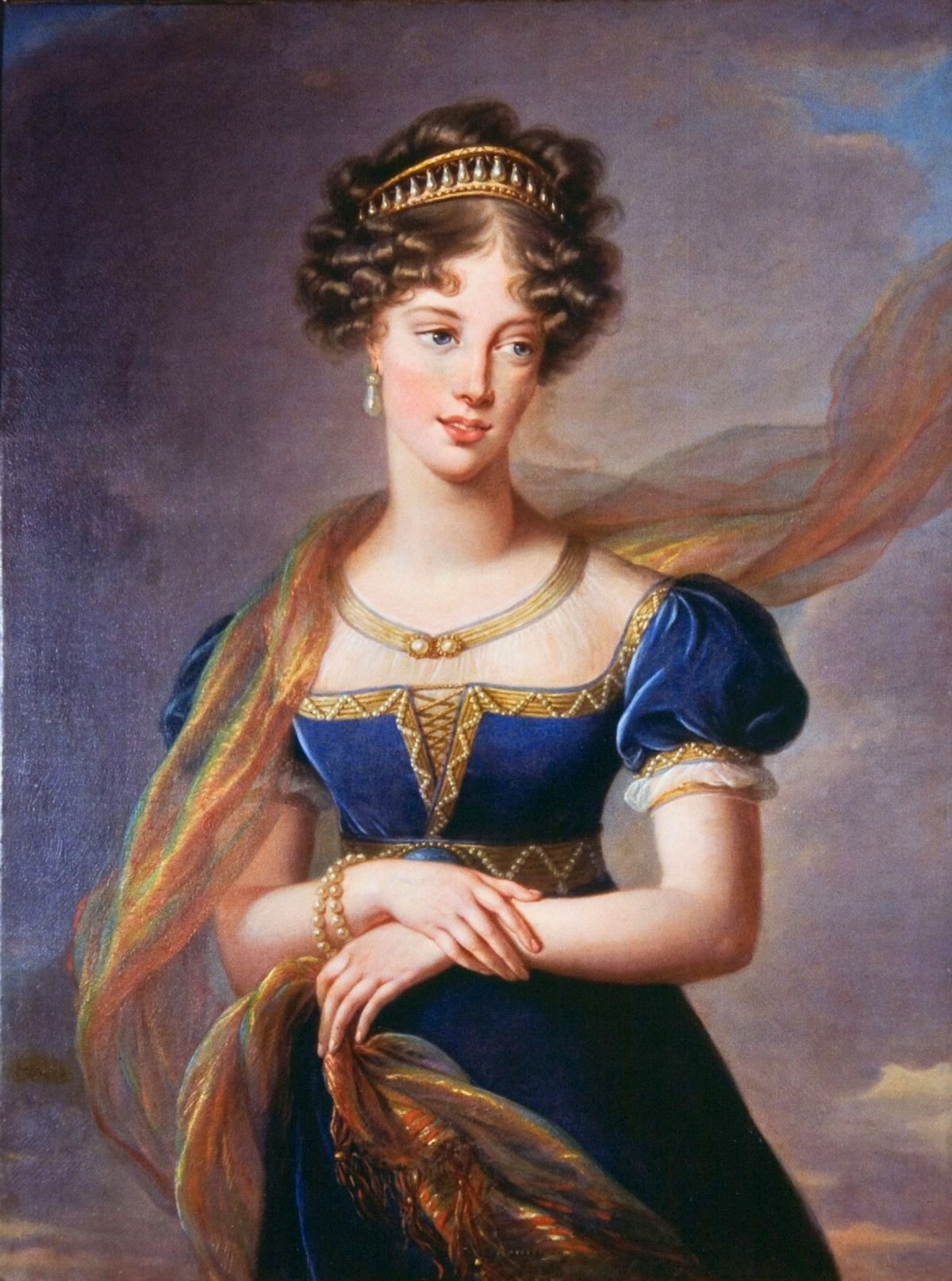
María Carolina de Borbón-Dos Sicilias, esposa del duque de Berry por Vigée Lebrun en 1824.

- Fernando de La Roche (1817-1908);
- Carlos de La Roche (1820-1901).

## Muerte
Murió asesinado por Louis Pierre Louvel cuando salía de la Ópera de París y siete meses después nació su hijo varón. 

## Derecho al trono de su descendencia
La viuda y los hijos se vieron forzados al exilio en 1830, con la caída de Carlos X. 
A pesar de los esfuerzos de María Carolina, el hijo póstumo, Enrique, conde de Chambord, llamado «Hijo del milagro» no logró reunir la fuerza necesaria para contender al trono de Francia.

## Títulos, órdenes y empleos

### Títulos
| ● 24 de enero de 1778-14 de febrero de 1820: | Su alteza real Carlos Fernando de Artois, hijo de Francia, duque de Berry (1) |

1. Su titulación formal completa en su acta de defunción:
  "Muy alto y muy poderoso príncipe Carlos Fernando de Artois, Hijo de Francia, Duque de Berry..." ("Trés haut et trés puissant prince Charles Ferdinand d'Artois, Fils de France, duc de Berry...")

### Órdenes

#### Reino de Francia
- 31 de mayo de 1789:  Caballero de la Orden del Espíritu Santo[5] (Capilla del Palacio de Versalles).
- 31 de mayo de 1789:  Caballero de la Orden de San Miguel[5] (Capilla del Palacio de Versalles)
- Caballero gran cruz de la Orden de San Luis.[5]
- Gran cruz de la Legión de Honor.[5]
- Condecorado con la Decoración del Lis.

#### Extranjeras
- 1789-1820:  Gran prior de Francia en la Orden de San Juan.[6]
- 1814:  Caballero de la Orden del Toisón de Oro (Diploma n.º 871).